# Округ Јиндрихув Храдец
Округ Јиндрихув Храдец (чеш. Okres Jindřichův Hradec) је округ у Јужночешком крају, у Чешкој Републици. Административно средиште округа је град Јиндрихув Храдец.

## Становништво
Према подацима о броју становника из 2012. године округ је имао 92.427 становника.